# Villa Schwob
Villa Schwob, anche conosciuta come villa Turque, è un'abitazione eclettica progettata da Le Corbusier a La Chaux-de-Fonds, in Svizzera, nel 1912-16.

## Descrizione

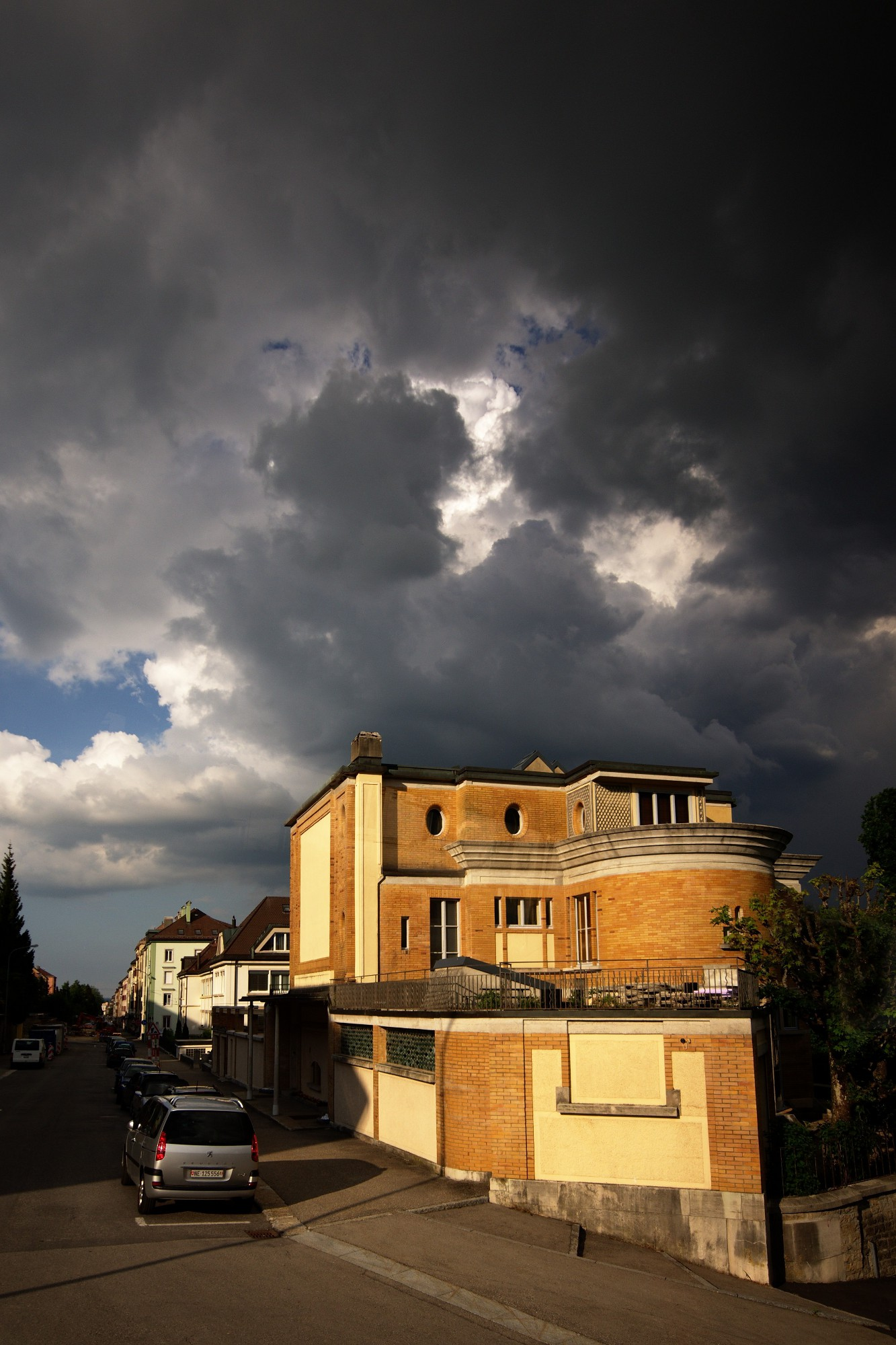
Fotografia di villa Schwob

La quarta delle abitazioni firmate da Le Corbusier, che la ritenne anche tra le prime sue realizzazioni degne della pubblicazione sull'Esprit Nouveau, la villa Turque fu realizzata nel 1912-16 su commissione dell'industriale Anatole Schwob, ricco fabbricante di orologi, e sintetizza magistralmente il nuovo corso intrapreso dall'architettura lecorbusierana in quel periodo: la struttura è in cemento armato, mentre il rivestimento epidermico in mattoni. Partendo dalla «casa bottiglia» in cemento, ricca di riferimenti alla poetica del maestro Auguste Perret, Le Corbusier pone infatti «delle facciate con terrazzi e alla francese, ma in cemento armato»: ottiene così lo «scheletro di cemento armato in poche settimane e lo riempie di deliziosi mattoncini a vista».
Nella maison Schwob, che come osservato dai critici Tafuri e Dal Co costituisce un «episodio ambiguo, ma gravido di implicazioni», Le Corbusier giustappone poi un volume cubico tagliente, che conquista lo spazio con estensioni curvilinee dalla forma absidale e semicilindrica e che denuncia con il suo rigore cartesiano il definitivo mutamento di indirizzo rispetto alla maniera vernacolare degli esordi: tale elemento, «incongruo e al tempo stesso [...] oscuramente profetico» secondo il Biraghi, reca sul fronte strada una parete liscia, intonacata di bianco, delimitata da tre corsi di mattoni in laterizio e da aperture dalla sagoma ellittica. Vi è anche una terrazza, cinta da una «grande cornice, come uno spazio per i fiori». Si ottiene così un'abitazione che, pur essendo per molti versi moderna, conserva un certo aspetto turco, donde il soprannome attribuitogli («villa Turque», per l'appunto).
Fulcro distributivo della residenza è il salotto a doppia altezza, che si apre verso l'esterno con una grande parete vetrata rivolta verso il giardino: attorno a questo grande vuoto si dispongono infine le altre stanze, con la cucina confinata lungo la parete verso la strada e i servizi compressi tra le scale e gli altri ambienti abitativi. Per quanto concerne la distribuzione, in un certo senso, la villa Schwob può essere accostata alla casa di Diomede, villa suburbana di Pompei che Le Corbusier ebbe modo di ammirare nel corso del suo viaggio in Italia: con questa sua realizzazione, in effetti, Jeanneret intendeva trascrivere nel suo programma architettonico anche le suggestioni vissute durante le sue peregrinazioni europee. Scrisse lo stesso architetto:
(Le Corbusier)